# Emil Maier-Dorn
Emil Maier-Dorn (* 26. September 1908 in Kaufbeuren; † 1. Oktober 1986) war ein deutscher Schriftsteller, Reichsschulungswalter des Nationalsozialistischen Bundes deutscher Technik (NSBDT) und Politiker der rechtsextremistischen Deutschen Reichspartei (DRP) und später der NPD.

## Leben
Dorn trat zum 1. Juli 1930 der NSDAP (Mitgliedsnummer 285.997) und zum 1. August 1932 der SA bei. Er wurde im Nationalsozialismus erzieherisch und bildend tätig, verfasste Gedichte und schrieb Aufsätze zu unterschiedlichen Themen. Sein Hauptwerk galt der Reichsautobahn. Er textete u. a. für die Fotografin Erna Lendvai-Dircksen.
Als Reichsschulungswalter des Nationalsozialistischen Bundes deutscher Technik unterrichtete er auf der Reichsschule der deutschen Technik, welche auf der Plassenburg ob Kulmbach eingerichtet worden war, nationalsozialistische Ideologie.
Nach dem Zweiten Weltkrieg schloss er sich der Deutschen Reichspartei an. Mit Adolf von Thadden gründete er die NPD. Viele Jahre gehörte er dem Parteivorstand an und war stellvertretender Landesvorsitzender von Bayern. Er schrieb für verschiedene rechte Verlage. Auflagenstark war seine Publikation Anmerkungen zu Sebastian Haffner.
In der Sowjetischen Besatzungszone wurden Reichsautobahn Berlin-Leipzig-Halle-Nürnberg-München (1938), Rasse als gestaltende Kraft in der Geschichte (1938) und Bismarck, der Gründer des Zweiten Reiches (1939) auf die Liste der auszusondernden Literatur gesetzt.

## Veröffentlichungen (Auswahl)
- Rasse als gestaltende Kraft in der Geschichte. Elsner, Berlin 1938.
- Technik und Völkerschicksal. Weicher, Berlin u. a. 1938 (Deutsche Technik. Schriftenreihe; 3).
- Reichsautobahn Berlin–Leipzig–Halle–Nürnberg–München. Volk und Reich Verlag, Berlin 1938.
- Gedichte aus den Jahren 1927–1967. Kessler, Bobingen 1967.
- Alleinkriegsschuld. 1200 Antworten auf 400 Fragen. Kessler, Bobingen 1967. 9. Auflage unter dem Titel: Alleinkriegsschuld – Unkenntnis oder Feigheit. J.Reiss Verlag, Großaitingen 1986.
- Lauter Brennesseln. Maier-Dorn, Großaitingen 1970.
- „Deutschland von Rußlands Gnaden“. Ein Vierteljahrtausend deutsch-russischer Beziehungen. Maier-Dorn, Großaitingen 1972.
- Dr. Dr. Heinemann – Geschichte und Geschichten – Antwort eines Deutschen auf zwei Ansprachen des Herrn Bundespräsidenten zum 20. Juli 1969 und 18. Januar 1971. Maier-Dorn, Großaitingen 1972.
- Welt der Täuschung und Lüge. Maier-Dorn, Großaitingen 1974.
- Die Deutschen – ein Volk von Selbst-Zerstörern. Nordland-Verlag, Norderstedt 1977
- Magische Macht Mammon. Nordland-Verlag, Norderstedt 1979.
- Anmerkungen zu Sebastian Haffner. Reiß, Großaitingen 1981.
- Summe des Lebens. Gedanken, Beobachtungen, Erfahrungen. Reiß, Großaitingen 1984.
- Zu v. Weizsäckers Ansprache vom 8. Mai 1985. Reiß, Großaitingen 1985.
- Korrekturen für Franz Josef Strauß. Reiß, Großaitingen 1986.